# 短唇马先蒿
短唇马先蒿（学名：Pedicularis brevilabris）是列当科马先蒿属的植物，是中国的特有植物。分布于中国大陆的四川、甘肃等地，生长于海拔2,700米至3,500米的地区，一般生长在高山草原以及灌丛中，目前尚未由人工引种栽培。